# Beautiful (singel Akona)
Beautiful – singel z trzeciego albumu Freedom senegalskiego rapera Akona, nagrany wraz z udziałem Colby O’Donisa i Kardinala Offishalla.

## Lista utworów
- UK & Europe CD Single

1. "Beautiful" (Feat. Colby O’Donis & Kardinal Offishall) – 5:13
2. "I'm So Paid" (Feat. Lil Wayne & Young Jeezy) – 4:29